# Netphe
Die Netphe [ˈnɛtfə] (bis zur Einmündung der Alten Netphe auch Hohe Netphe genannt) ist ein 10,8 km langer, nordöstlicher und orographisch rechter Zufluss der Sieg im nordrhein-westfälischen Kreis Siegen-Wittgenstein.

## Name
Im Jahr 1239 ist Nepphe verschriftlicht und 1257 Netphe – jeweils bezogen auf die Siedlung. Ausgangswort kann *Natapa (siehe -apa) gewesen sein. Die Bedeutung wäre dann ‚benetzender Wasserlauf‘.

## Geographie

### Verlauf

#### Quelle
Die Netphe entspringt im Südostteil des Rothaargebirges. Ihre Quelle befindet sich rund 2,7 km südöstlich von Sohlbach (nordöstlicher Stadtteil von Netphen), etwa 230 m südwestlich der Eisenstraße des Rothaargebirges, ungefähr 350 m nördlich des Forsthauses Hohenroth und zirka 1,4 km (jeweils Luftlinie) westlich der Ederquelle. Sie liegt unweit östlich der Daubswiese in einem Hirschgehege auf etwa 618 m ü. NHN.

#### Weiterer Verlauf
Die Netphe fließt anfangs in überwiegend nordwestlicher Richtung − westlich parallel zur Eder − durch das waldreiche Rothaargebirge und passiert kurz hinter der Quelle den Steinbruch Krämers Wiese. Von dort fließt sie weiter, einen kleinen Bogen nach Norden am 629,2 m hohen Breiten Berg vorbei und erreicht nach speisen des Sohlbacher Weihers, und mehreren kleineren Teiche die Ortschaft Sohlbach. Dort knickt sie allmählich nach Südwesten ab und nimmt unterhalb von Sohlbach rechtsseitig die Alte Netphe auf, die am Südwesthang des Berges Giller, auf dem der Aussichtsturm Gillerturm steht, entspringt, und in ihrem Verlauf den Afholderbacher Weiher speist.
Anschließend verläuft die Netphe entlang der Bundesstraße 62 über Afholderbach, wo sie linksseitig den Afferbach und rechtsseitig einen weiteren kleinen Zufluss aufnimmt, Eschenbach, wo sie linksseitig den Eschenbach und einen anderen kleinen Zufluss aufnimmt nach Netphen, wo sie den Leimbach und den Mühlenbach, ihren längsten Zufluss, der vom Hang des 526 Meter hohen Berges Köpfchen herabrinnt, aufnimmt.

#### Mündung
Nach Durchfließen der Innenstadt Netphens mündet sie aus Richtung Nordosten kommend – wenige Meter nach der Unterquerung der Umgehungsstraße von Netphen – auf etwa 278 m Höhe in die dort von Südosten kommende Sieg.

### Einzugsgebiet
Das Einzugsgebiet der Netphe ist 19,984 km² groß. Da Sohlbach, Eschenbach und Afholderbach zum Einzugsgebiet der Netphe gehören, wohnen dort mindestens 900 Menschen. Dies macht eine Einwohnerdichte von ca. 50 Einwohner pro Quadratkilometer.

### Zuflüsse
Zu ihren Zuflüssen gehören (flussabwärts betrachtet):
| Name        | Seite  | Länge (km) | EZG (km²) | Mündungs- höhe (m ü. NHN) | GKZ        | Ortschaften (* Mündung) |
| ----------- | ------ | ---------- | --------- | ------------------------- | ---------- | ----------------------- |
| namenlos?   | links  | 0,28       | –         | 554                       | –          | –                       |
| namenlos?   | rechts | 0,25       | –         | 479                       | –          | –                       |
| namenlos?   | rechts | 0,24       | –         | 477                       | –          | –                       |
| namenlos?   | rechts | 0,30       | –         | 435                       | –          | –                       |
| namenlos?   | rechts | 1,23       | –         | 395                       | –          | Sohlbach *              |
| Sohlbach    | links  | 1,43       | 4,57      | 376                       | 272136-12  | Sohlbach *              |
| Alte Netphe | rechts | 2,30       | 2,91      | 360                       | 272136-2   | –                       |
| Lottenbach  | rechts | 0,94       | –         | 353                       | 272136-32  | –                       |
| Moorenbach  | rechts | 0,54       | –         | 345                       | –          | –                       |
| Afferbach   | links  | 1,91       | –         | 342                       | 272136-34  | Afholderbach *          |
| Alter Bach  | rechts | 1,07       | –         | 336                       | 272136-36  | Afholderbach *          |
| Zeppenbach  | links  | 1,15       | –         | 334                       | 272136-38  | –                       |
| Ögelsbach   | rechts | 0,41       | –         | 330                       | –          | –                       |
| Eschenbach  | links  | 1,18       | –         | 314                       | 272136-392 | Eschenbach *            |
| Leimbach    | rechts | 2,85       | 1,81      | 297                       | 272136-4   | –                       |
| Mühlenbach  | rechts | 4,57       | 2,76      | 281                       | 272136-6   | Netphen *               |